# Топонимия Курской области

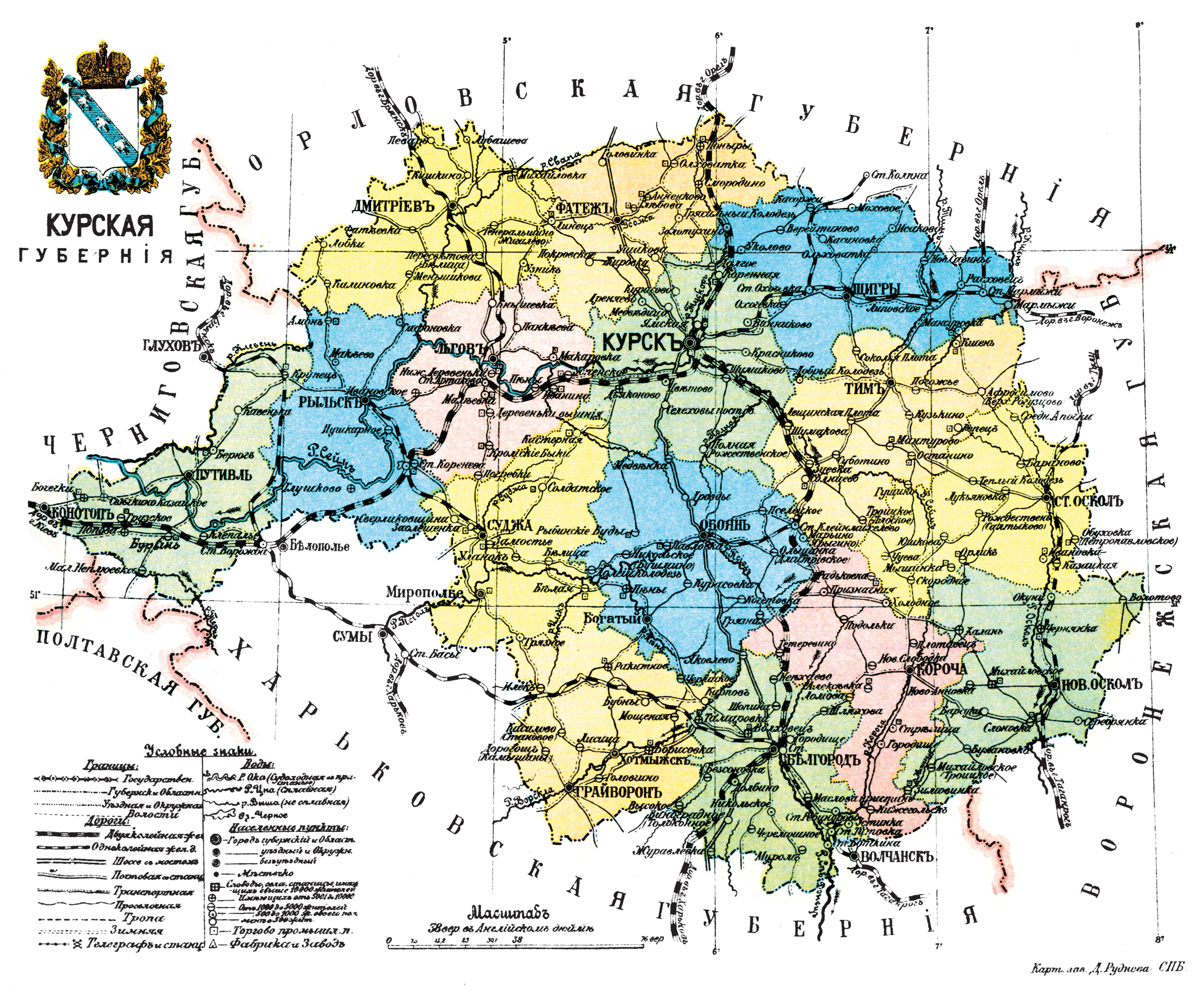
Карта Курской губернии (1913)

Топонимия Курской области — совокупность географических названий, включающая наименования природных и культурных объектов на территории Курской области.
В 1779 году указом императрицы Екатерины II было учреждено Курское наместничество, административным центром наместничества стал город Курск. 12 декабря 1796 года указом императора Павла I Курское наместничество было упразднено и переименовано в Курскую губернию, которая просуществовала до 1928 года. В 1928 году состоялся переход на областное, окружное и районное административное деление. На территории бывших Воронежской, Курской, Орловской и Тамбовской губерний была создана Центрально-чернозёмная область. 13 июня 1934 года Центрально-чёрнозёмная область была разделена на две области: Воронежскую (в составе бывших Воронежских и Тамбовских губерний) и Курскую (в составе бывших Курской и Орловской губерний). Эта дата считается днем образования Курской области. С тех пор название области не менялось.
Историческое название Курского края «Посемье» (или Посеймье) является одним из ярких примеров региональной самоидентификации.

## Структура и состав топонимии
По состоянию на 27 февраля 2023 года, в Государственный каталог географических названий внесены названия 3969 географических объектов Курской области, в том числе 2804 названия населённых пунктов.
Согласно схеме топонимического районирования России В. А. Жучкевича, Курская область относится к Югу Центра Европейской части, куда входят также Тульская, Орловская, Воронежская, Липецкая, Тамбовская области, а также часть Рязанской и Пензенской областей.
Для местной гидронимии (как и гидронимии Юга Центра Европейской части в целом) характерно наибольшее по сравнению с другими частями страны русских названий. Крупнейшая река региона — Сейм. Название её, согласно литературной легенде, происходит от имени «Семь (Сем)» — суженого Десны, дочери богатыря Днепра. Сейм протекает по территории нескольких районов области, чем объясняется основание на его берегах древнейших городов региона — Курска и Рыльска — и многочисленных населенных пунктов в бассейне реки. Этимология названия реки Кур, давшей название областному центру, является предметом продолжительных дискуссий. По оценке В. И. Склярука, слово «кур» является тюркским заимствованием со значением «земляной вал, ограда, постройка» и возникло благодаря поселению сначала кочевников, а затем и славян в данной местности. В дальнейшем появилось название «Курица», давшее наименование трем речкам вблизи Курска. Е. М. Поспелов придерживается точки зрения, что этот гидроним связан с народным термином «курья» — «речной залив, узкий проток реки, заводь». В. А. Никонов, в свою очередь, считает, что этимология гидронима неизвестна, а гипотеза о его связи с балтийским формантом -куру никем из учёных не принята, равно как и с этнонимом «кур» (небольшая народность, обитавшая в Прибалтике).
Гидроним Тускарь, по мнению В. И. Склярука, также был заимствован славянами и относится к хазаро-печенежскому времени. Название реки Сев, исток которой располагается в районе деревни 2-е Гремячье, предположительно имеет иранское происхождение и может переводиться как «тёмная, чёрная река». Гидронимы дали имена многим населенным пунктам региона, в том числе некоторым районным центрам. Так, город Щигры расположен на реке Щигор, название которой, в свою очередь, восходит к народному термину «щигор» (множественное число щигры), означающий облесенный гребень узких межбалочных бугров. Т. О. Цурик приводит следующие гидронимы области, породившие впоследствии ойконимы: Псёл, Кшень, Быстрик, Головище, Камышенка, Речица, Олым, Суджа, Тим.
Что касается ойконимии, названия крупнейших городов региона имеют славянское происхождение. Так, название Курск происходит от гидронима «Кур» (см. выше). Город Дмитриев (Дмитриев-Льговский) долгое время был известен как селение Свапск (от гидронима Свапа), которое со временем получило название Дмитриевское (по церкви во имя Димитрия Солунского), в 1779 году преобразовано в город Дмитриев, с 1929 года — город Дмитриев-Льговский, так как в то время он относился к Льговскому уезду. Железногорск возник как рабочий посёлок при руднике и первоначально носил название «Октябрьский», в 1958 году решением Курского областного Совета депутатов трудящихся был переименован в Железногорск. Город Курчатов возник как жилой посёлок Курской АЭС и в 1983 году преобразован в город областного подчинения с прежним названием. Льгов, один из древнейших городов региона, в летописях под 1152 и 1207 годами упоминается как Ольгов — название в форме притяжательного прилагательного от древнерусского личного имени Ольг (совр. Олег).
В регионе широко представлены антропотопонимы, происходящие от имён людей и их прозвищ:Ивановка (5 деревень), Николаевка (6 деревень), Михайловка (11 деревень), Семёновка (9 деревень), Александровка (17 деревень), Дурнево (2 деревни), а также от фамилий первопоселенцев — Шестопалово, Боево (2 деревни), Шумаково, Брехово, Букреево и др., владельцев и основателей сёл (Ивановское, Мазеповка, Нелидовка, Ребендер, Генеральшино, Генералово, Княгинино, Графское, Панское, Прокуророво). По оценке А. И. Ященко, в Курской области названий сёл, данных по фамилиям, в общей сложности порядка 35 %. До 1917 года в Курском уезде названий сёл религиозного происхождения было 5 % (8), происходящих от гидронимов — 8 % (13), от фамилий — 73 % (121).
Развитие промышленности и торговли региона нашло отражение в названиях таких населённых пунктов как Винокурня, Русская Конопелька, Черкасская Конопелька, Дегтярное, Гончаровка, Щетинка, Конево, Мылово, Садовый (6 посёлков и хуторов), Сахаровка, Хмелевое, Горшечное, Пасечный, Кузнецово. Слободы, заселяемые людьми определённого вида деятельности, породили такие топонимы как Стрелецкое, Пушкарное (3 села), Солдатское (2 села). Общероссийскую популярность получила глиняная игрушка, центром производства которой было село Кожля.
Имеется также достаточно многочисленная группа названий церковного происхождения: Дьяковка, Дьяконово, Поповка (2 деревни и хутор), Поповецкие Выселки, Монастырский, Духовец. Сословная принадлежность населения отражена в названиях Мужланово, Мужица, Солдаты, Солдатское, а положение беднейших слоев раскрывается в названиях Гольевка, Горюновка.
Кроме того, в названиях сёл региона встречается много местных диалектных форм слов: Кочеток (кочет — петух), Бирюково (бирюк — одинокий, мрачный человек), Коврашевка (ковраш -суслик), Козюлькино (козюлька — небольшая ядовитая змея), Квахтушевка (квахта — лягушка), Кулига (кулига — небольшой заливной луг) и т. д..